# CAF S/300

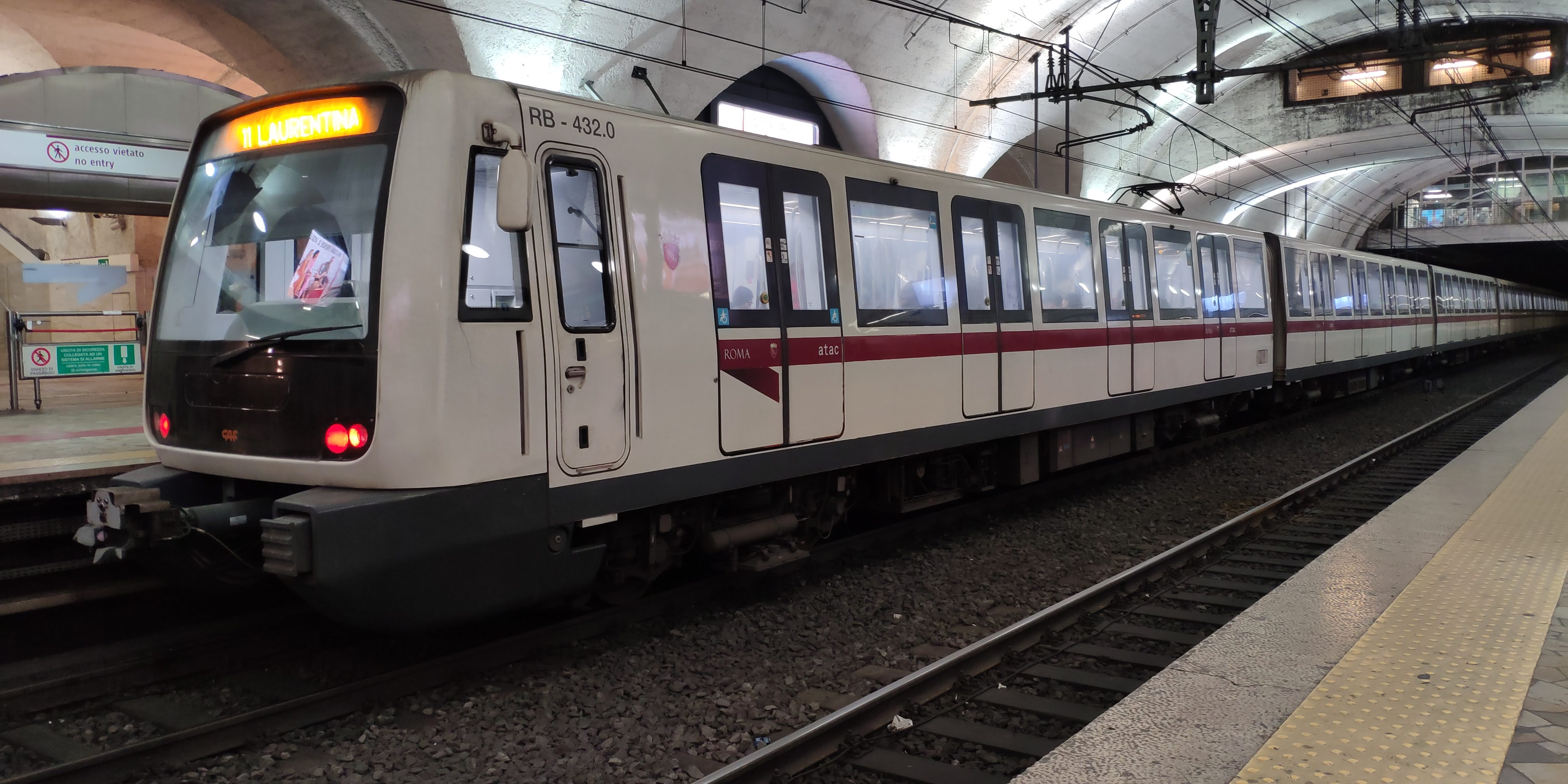
Un MB400 in servizio sulla linea B nella stazione di Termini

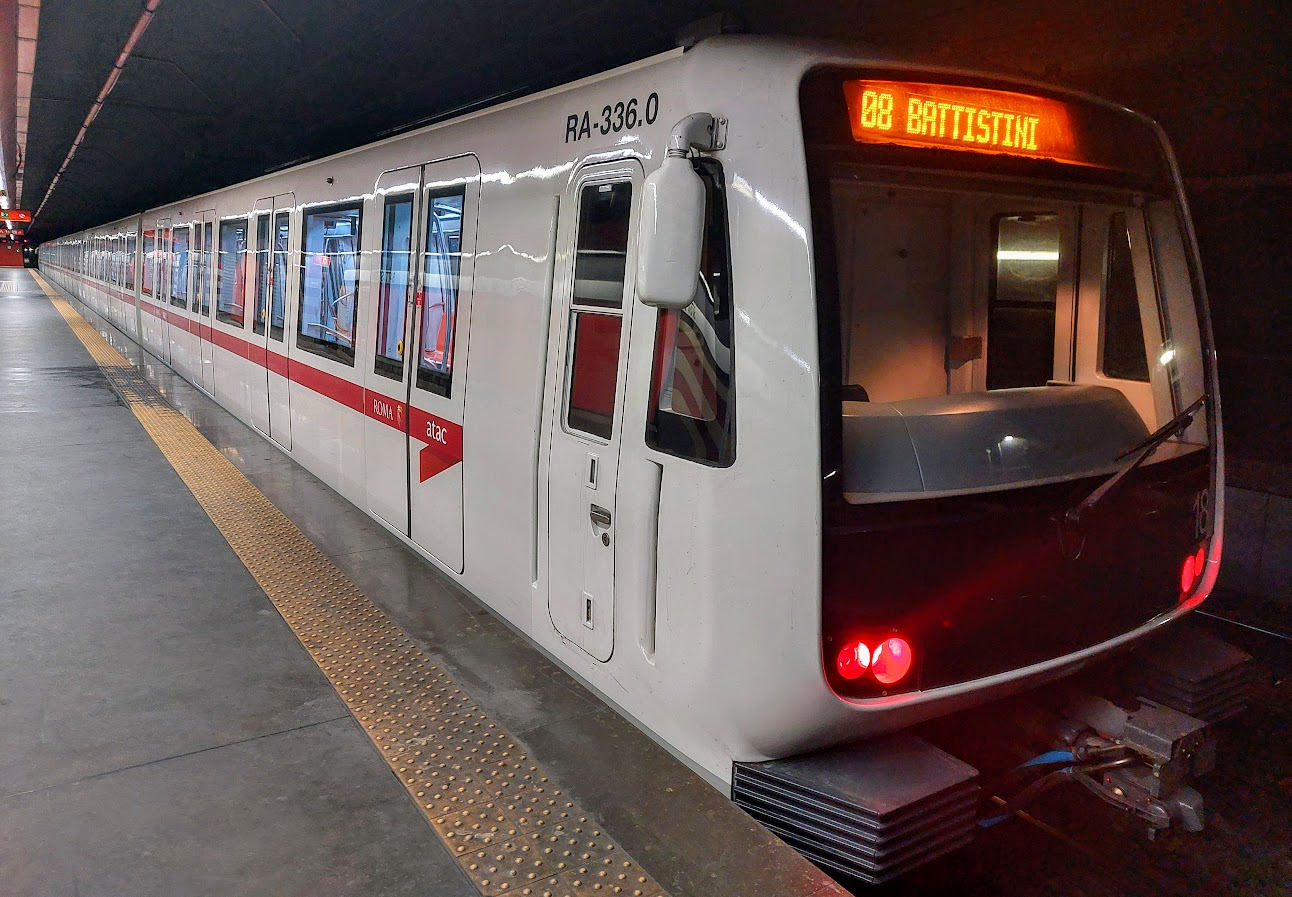
Un MA300 in servizio sulla linea A nella stazione di Battistini

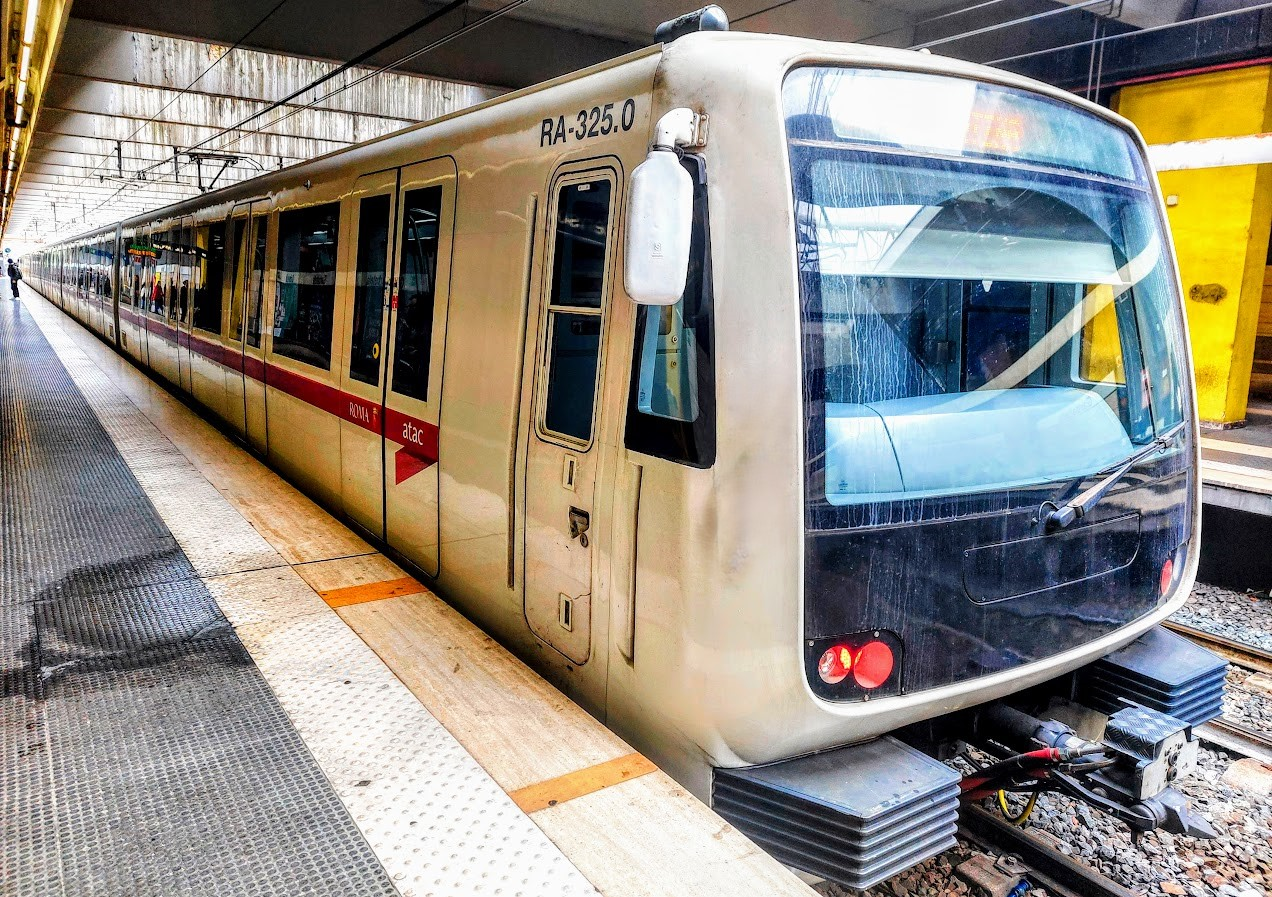
Un MA300 Revisionato in servizio sulla linea B nella stazione di Garbatella (questo treno proviene dalla Metro A)

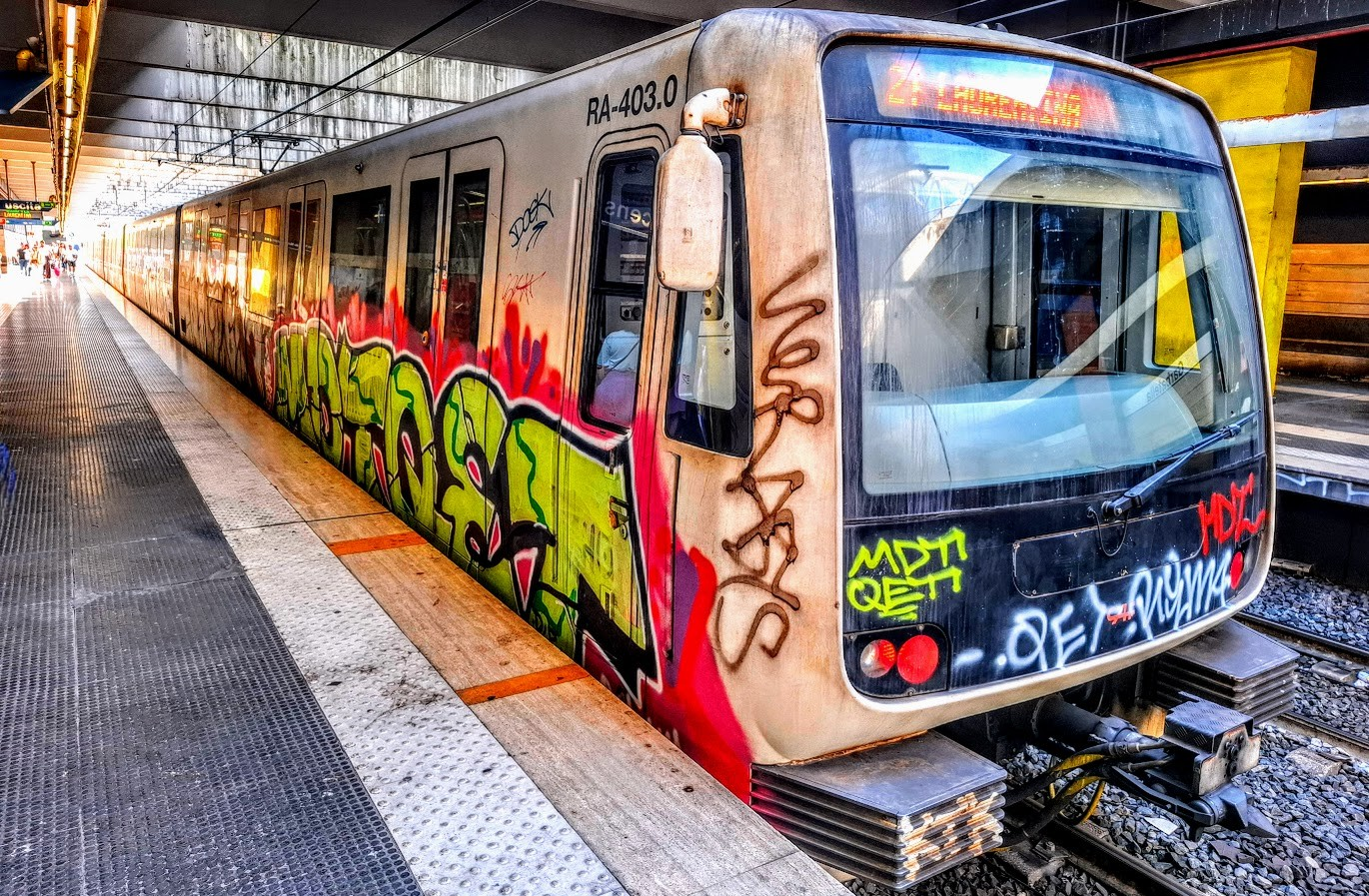
Un MA300 in servizio sulla linea B nella stazione di Garbatella

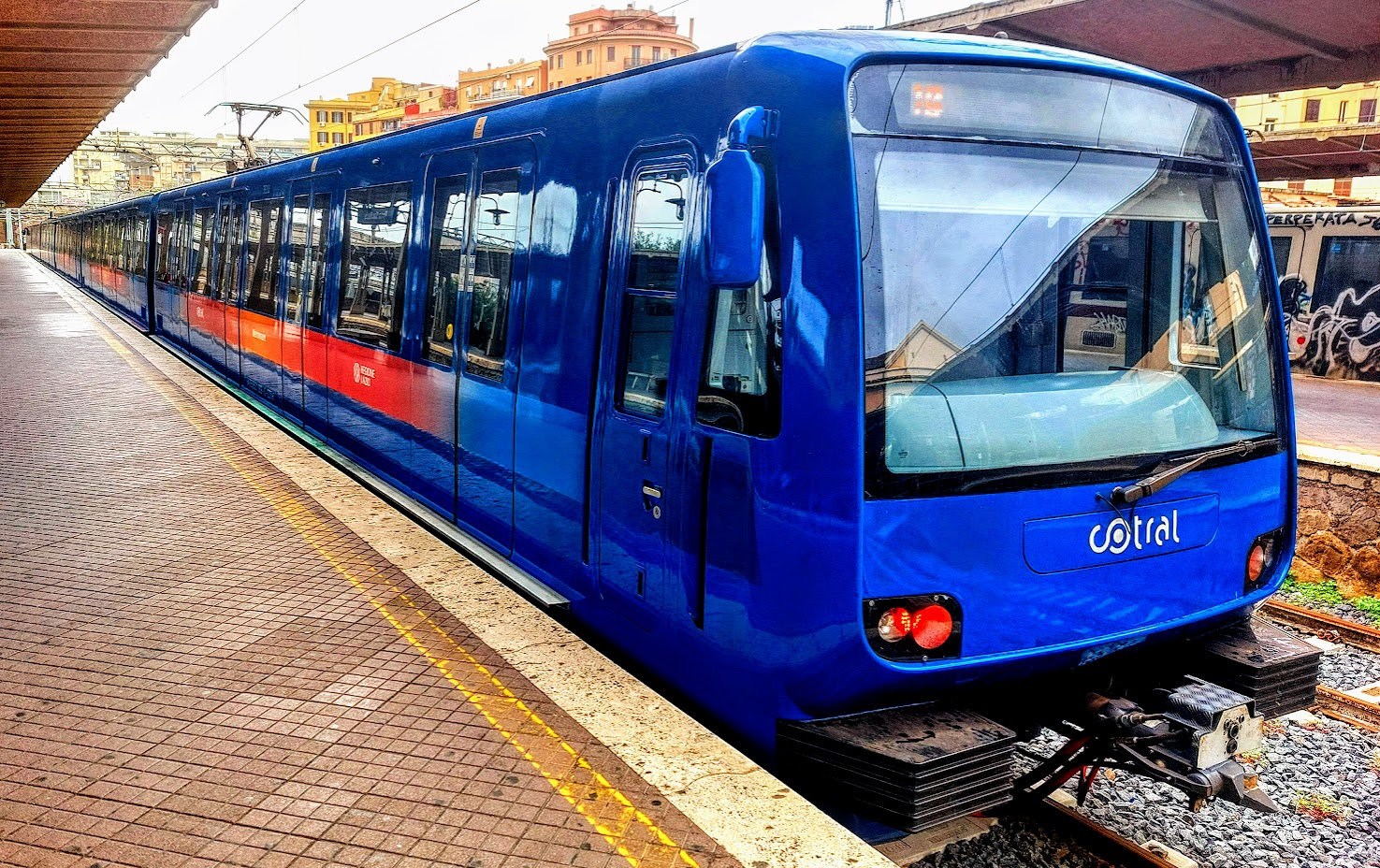
Un MA300 in servizio sulla Metromare presso la stazione di Porta San Paolo. Si noti il predellino per adattare il convoglio alla sagoma ferroviaria della linea

Il CAF S/300 (noto anche come MA300 e MB400) è un convoglio metropolitano in composizione semipermanente a scartamento ordinario realizzato da Construcciones y Auxiliar de Ferrocarriles (CAF) e in esercizio sulla metropolitana romana (linee A e B) e sulla ferrovia Roma-Lido.
I treni sono stati acquistati in due serie: la prima nel 2005 da Met.Ro. (in seguito confluita in ATAC) e la seconda nel 2014 da ATAC.

## Storia
Il progetto nacque nel 1999 per poter prendere parte ad una gara bandita dal comune di Roma, finanziata al 40% dal comune stesso e al 60% dal Ministero dei trasporti, per l'acquisto di 45 convogli metropolitani da parte della municipalizzata Met.Ro.

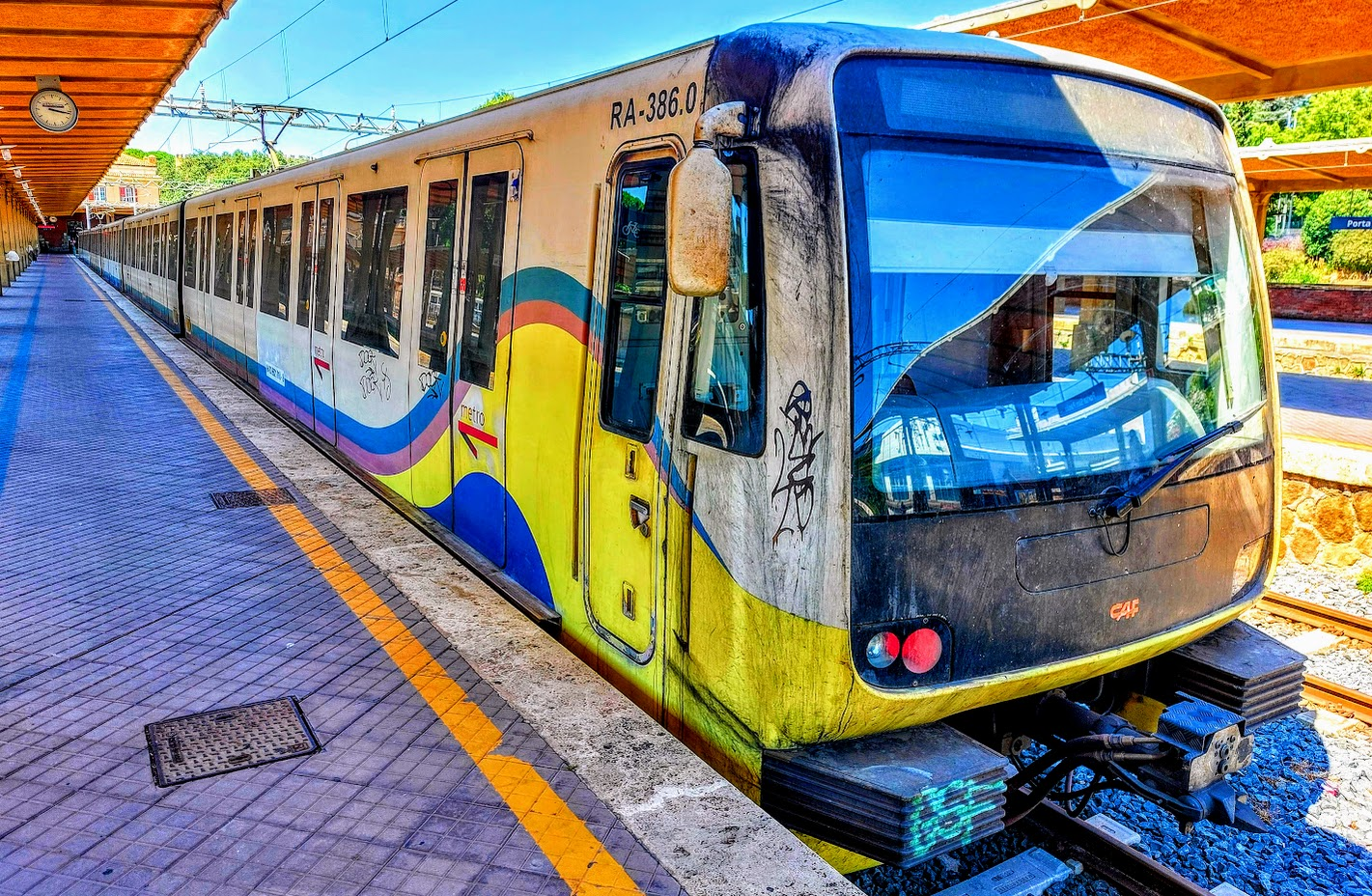
Un MA300 in livrea Freccia del Mare (oggi non più utilizzata) presso la stazione di Porta San Paolo

I primi esemplari arrivarono nel gennaio 2005 e dopo alcuni mesi presero servizio sulla linea A della metropolitana romana arrivando ad un totale di 53 treni. Alcuni di essi hanno successivamente preso servizio sulla linea B e, a partire dal 2007 e dopo alcuni adeguamenti tecnici, anche sulla ferrovia Roma-Lido (adottando in alcuni casi la livrea già impiegata per le Frecce del mare).  
Nel 2014 sono stati acquistati ulteriori 18 treni per la sola linea B e la diramazione B1. Questi ultimi si distinguono dai precedenti per alcuni particolari come gli allestimenti interni e i display di destinazione sulle due testate del treno, resi più leggibili. 

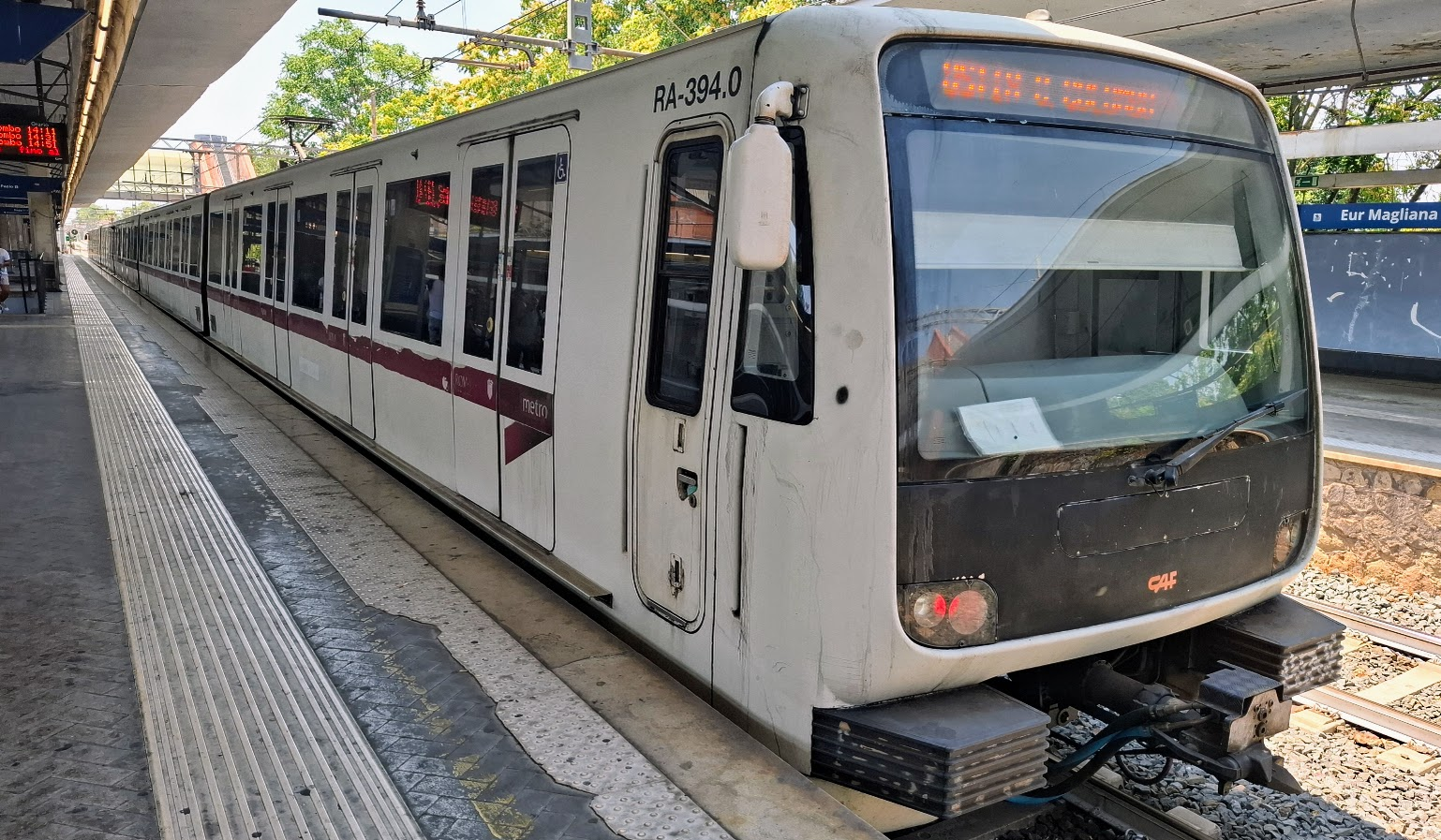
Uno dei tre MA300 trasferiti sulla Roma-Lido nel 2015 presso la stazione di Porta San Paolo

Nel 2015, 3 treni (MA391/392, MA393/394, MA395/396) della fornitura del 2009, sono stati trasferiti dalla Linea B alla Ferrovia Roma-Lido.  
A partire dal 2022 iniziano le attività di Revisione Generale dei convogli facenti parte della prima fornitura (MA300). I treni vengono completamente smontati e revisionati in tutte le loro parti e dotati di nuovi carrelli, viene inoltre ripristinato il decoro tramite pulizia e riverniciatura degli interni ed esterni e vengono aggiornati i sistemi di sicurezza. 
Nel 2023, anche per i CAF di seconda serie (MB400) iniziano le attività di revisione, ma a differenza dei treni MA300, di tipo intermedio. Un tipo di revisione differente e meno pesante, trattandosi di treni più recenti. 
Il 25 novembre 2022 rientra in servizio sulla Metromare (ex Roma-Lido) Il primo CAF Revisionato con la nuova livrea Cotral (MA379/388)
Il 27 febbraio 2023, rientra in servizio sulla Metro A il CAF MA331/332 primo di questa linea ad aver effettuato la Revisione Generale. 
Il 21 novembre 2023 rientra in servizio sulla Metro B il primo CAF MB400 dopo Revisione Intermedia (MB411/412).
Tali attività di revisione, di tipo generale
per i treni MA300 ed intermedia per gli MB400, sono in corso ed interessano un treno per volta fino al completamento dei lavori per l'intera flotta. 
Al rientro dalle lavorazioni nel 2023, due convogli (MA325/326 ed MA327/328) sono stati trasferiti dalla Linea A alla Linea B, considerando al momento una maggiore necessità su questa seconda linea di materiale rotabile. 
Stessa sorte è capitata nel 2024 al complesso MA333/334, che dopo essere stato acquistato dalla Regione Lazio da Atac, abbandona la linea A e viene reso disponibile per il servizio sulla ferrovia Metromare (Roma-Lido) previo adeguamento di sagoma e dei sistemi di sicurezza, come avvenuto nel 2015 per i tre treni provenienti dalla Metro B. 
Rientrerà in servizio nel corso del 2025.

## Incidenti
Il 17 ottobre 2006, presso la stazione Vittorio Emanuele della linea A, due convogli della prima generazione si sono tamponati causando la morte di una donna e il ferimento di 235 persone. Questo incidente viene considerato il più grave mai accaduto sulla Metropolitana di Roma.  
Il 5 giugno 2015, sulla linea B, un CAF MB400 tampona un convoglio MB100 nella stazione EUR Palasport. 
Il 15 ottobre 2015, sulla Linea A, il CAF MA329/330 durante una manovra subisce un incidente grave che ha causato danni a tutto il treno. Successivamente è stato accantonato ed utilizzato per i pezzi di ricambio.
Il 2 aprile 2021, sulla Roma-Lido, il CAF MA381/382 durante il tragitto subisce un incidente dovuto alla rottura della linea aerea, con conseguente danneggiamento del pantografo e danni alla parte esterna del convoglio causati dalla linea aerea rimasta in tensione per alcuni minuti a seguito dell'incidente.  Il treno è tornato poi in servizio il 3 aprile 2023, dopo la revisione, con livrea Cotral.

## Caratteristiche tecniche

### Generali
Tutti i 71 convogli sono stati realizzati presso gli stabilimenti di Beasain e Saragozza, in Spagna, da Construcciones y Auxiliar de Ferrocarriles.
I convogli sono costituiti da sei casse di cui due semipilota con pantografo (ma non motorizzate) e quattro intermedie dotate di carrelli motori. Le carrozze sono assemblate in due unità di trazione simmetriche, composte da due motrici e una testata ognuna, funzionanti in modo indipendente tra loro ed in grado di soccorrersi reciprocamente in caso di guasti. Tra le diverse carrozze sono posizionate delle capsule ammortizzanti antiurto oleoidrauliche, mentre sulle testate sono posti una coppia di ammortizzatori anti-climber, che impediscono il sormonto tra casse in caso di incidente (lungo il treno la funzione è realizzata da montanti rigidi).
La costruzione del convoglio è semipermanente, per cui è necessaria un'officina attrezzata per apportare modifiche alla composizione, e non vi sono suddivisioni tra le carrozze né stretti passaggi intercomunicanti. Sulle estremità sono presenti degli agganci semiautomatici per permettere l'accoppiamento di più veicoli, con fissaggio meccanico e pneumatico.
La cassa è in lega di alluminio autoportante in estrusi elettrosaldati. Il rivestimento interno è in composito di poliestere rinforzato con fibra di vetro, arredato con sedili di tipo cantilever (senza piede d'appoggio) disposti a parete e realizzati da lastre di composito sagomate e termoformate (SMC) e raccolti in nove panche da 4 posti l'una. Le porte di accesso sono quattro per cassa, a scorrimento laterale, con apertura utile di 1300 mm × 1 900 mm, monitorate e con sistema dinamico di regolazione della forza di chiusura in grado di rilevare ostacoli sul percorso tramite la misura della resistenza elettrica offerta dagli attuatori.
Solo le due testate non sono dotate di carrelli motori, e ogni carrello monta due motori trifase gemelli autoventilati a circuito chiuso. Ogni convoglio ha quindi in totale otto gruppi di propulsione composti da due motori l'uno, in grado di produrre un'accelerazione di 1 m/s².
I motori sono posti longitudinalmente sul carrello, appesi sulla parte inferiore della struttura (al contrario rispetto ai normali carrelli ferroviari): i motori sono collegati tramite un sistema di trasmissione posto sull'asse e trasmettono il movimento alle ruote. Il raggio minimo di curvatura è di soli 69 m. L'alimentazione è delegata ad un inverter IGBT da 3,3 kV e 1200 A.
I carrelli motori sono dotati di un singolo disco frenante autoventilante, calettato sull'asse: su questi carrelli il disco è posto in posizione asimmetrica sull'asse e contrapposto tra i due assi del carrello. Al contrario, i carrelli delle testate portano una coppia di dischi per asse, in posizione simmetrica.
Il freno è elettrico a recupero di energia al di sopra degli 11 km/h grazie ai motori elettrici reversibili. A questo si aggiunge al di sotto degli 11km/h (in condizioni di carico normali) un freno elettropneumatico "moderabile" con controllo automatico delle morse. Questi due sistemi sono controllati da computer di bordo, in caso di guasto di uno o entrambi i sistemi la frenatura viene gestita esclusivamente con un sistema di "soccorso" di tipo esclusivamente pneumatico.
Inoltre gli S/300 sono dotati di frenatura di emergenza automatica di freno di stazionamento a molla ad accumulo di energia in grado di sostenere il convoglio su una pendenza massima del 4%. In condizioni normali il sistema frenante può produrre una decelerazione di 1,1 m/s², che arriva a 1,3 m/s² con l'intervento del freno di emergenza.
I carrelli di testa sono dotati di cacciapietre, mentre i carrelli motori portano sabbiere e ungibordo. Le ruote sono di tipo monoblocco, pensate per ridurre i rumori di rotolamento e le vibrazioni in marcia.
La sospensione è pneumatica, con un sistema primario in molle in acciaio incapsulate da smorzatori in gomma e un sistema secondario realizzato tramite una coppia di molle sul supporto delle boccole dove sono alloggiati i cuscinetti a sfera. L'appoggio della cassa è tramite ralla con perno verticale che insiste sulla trave ballerina.
Il circuito pneumatico di bordo è alimentato da una coppia di motocompressori da 1850 l/min a 10 bar, situati nel sottocassa.
I treni sono alimentati a 1500 V, secondo la tensione in uso sulla Metropolitana di Roma: ogni treno è dotato di due convertitori statici a bassa tensione, rispettivamente da 400 Vca e 170 kVA e da 72 Vcc e 35 kW, a cui si affianca una coppia di convertitori ausiliari da 11 kVA per la ventilazione e l'alimentazione d'emergenza.
Inoltre ogni treno è dotato di due batterie di emergenza da 230 A⋅h, principalmente per l'assorbimento dei cali di tensione.
I pantografi si trovano simmetricamente sulla parte posteriore delle due testate. Il treno è dotato di autodiagnostica e comunicazione terra-treno full duplex, di sistema di sicurezza Train Stop (un sistema a ripetizione di segnale), di blocco automatico in caso di divisione involontaria del convoglio e del tradizionale dispositivo vigilante per il controllo dell'attenzione del macchinista.
Inoltre vi è un sistema di rilevamento di fumi ed un circuito elettrico di diagnostica per incendi. Il banco di manovra è di tipo unificato, adatto a singolo operatore.
L'impianto di condizionamento a gas ecologico, composto da due unità posizionate sotto la cassa del veicolo per la parte meccanica e sull'imperiale per l'evaporatore, può erogare 48 kW di potenza: l'aria è distribuita lungo un solo canale centrale.
Gli 8 convogli MA300 in servizio sulla linea B presentano alcune differenze rispetto a quelli in servizio sulla linea A quali l'altezza del pantografo e il gancio di tipo Scharfenberg.
I primi 45 convogli sono stati immatricolati nella serie tra MA301 e MA390 (39 per la Metro A (da MA301/302 a MA377/378) e 6 per la Roma-Lido (da MA379/388 a MA389/390) mentre i successivi 8 per la Linea B da MA391/392 a MA405/406. I 18 treni della seconda serie sono invece stati immatricolati a partire da MB407/MB408 fino a MB441/442, in continuità con la precedente serie. Gli elementi di testa, essendo rimorchiate semipilota, sono classificati con la sigla RA o RB.

### Interni

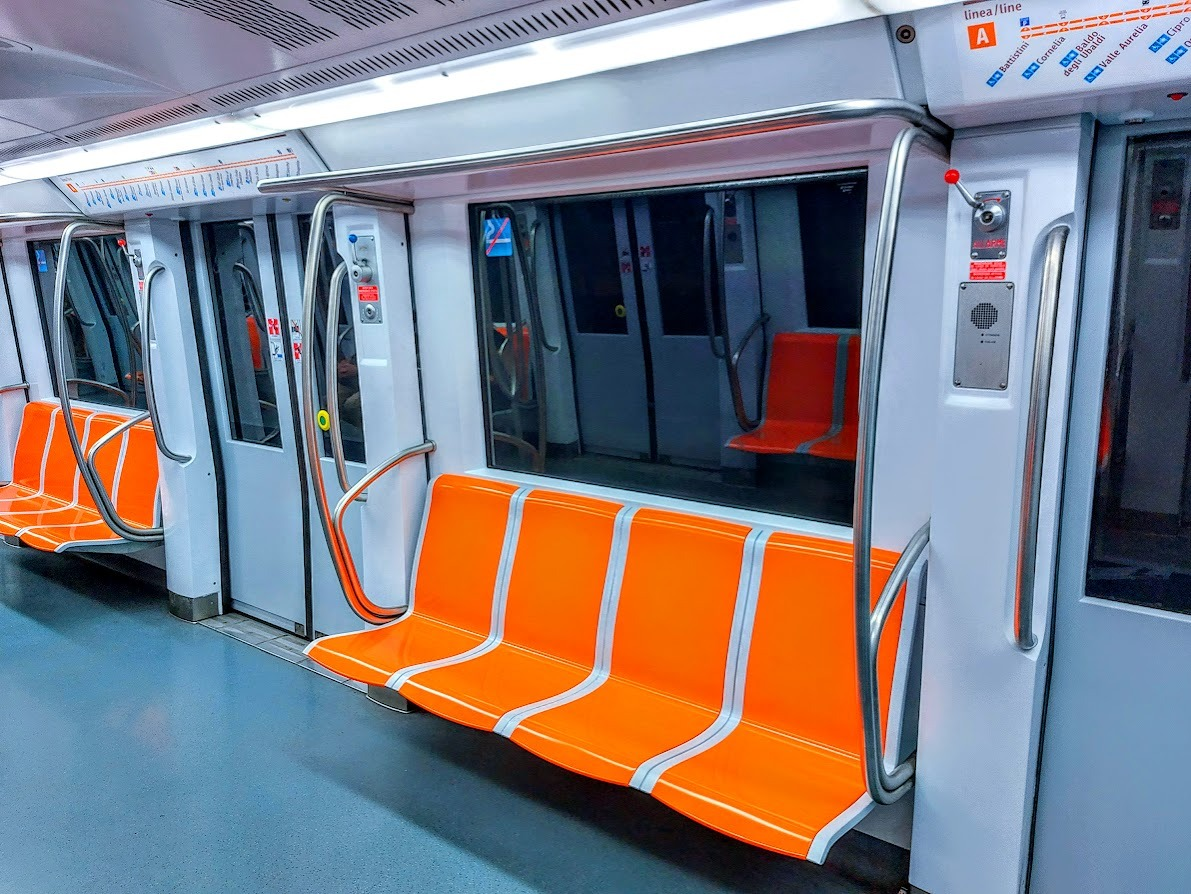
Gli interni di un MA300 in servizio sulla Linea A

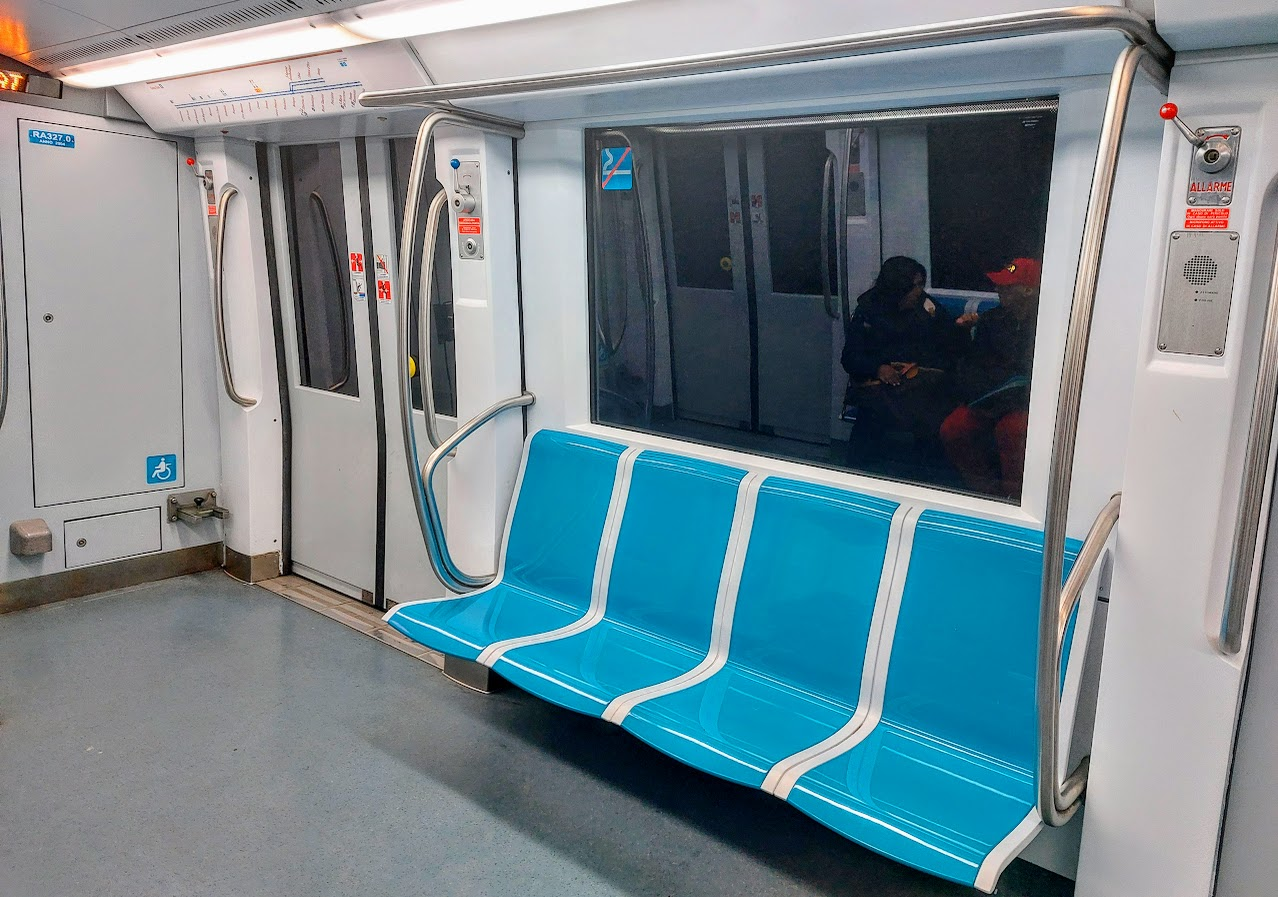
Gli interni di un MA300 in servizio sulla Linea B

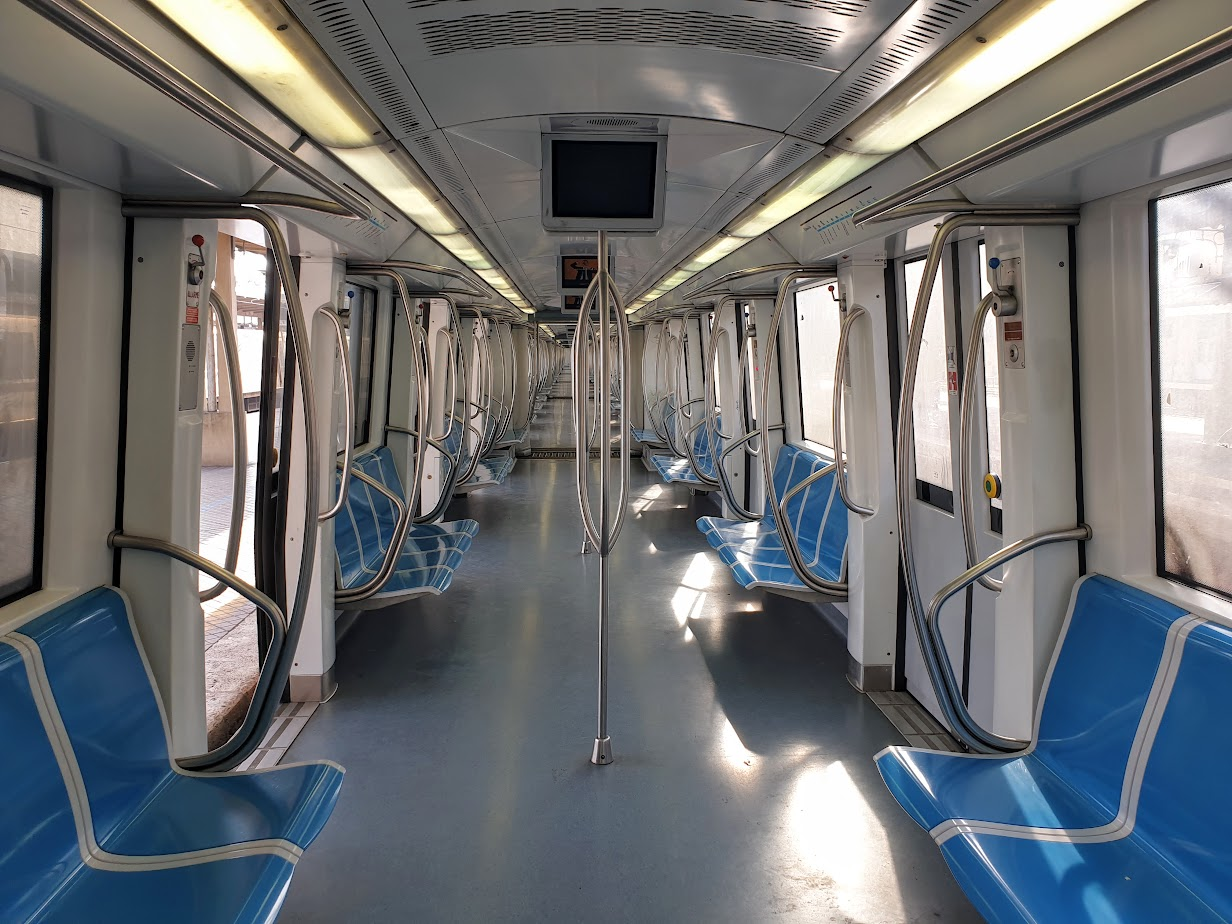
Gli interni di un MA300 in servizio sulla ferrovia Metromare

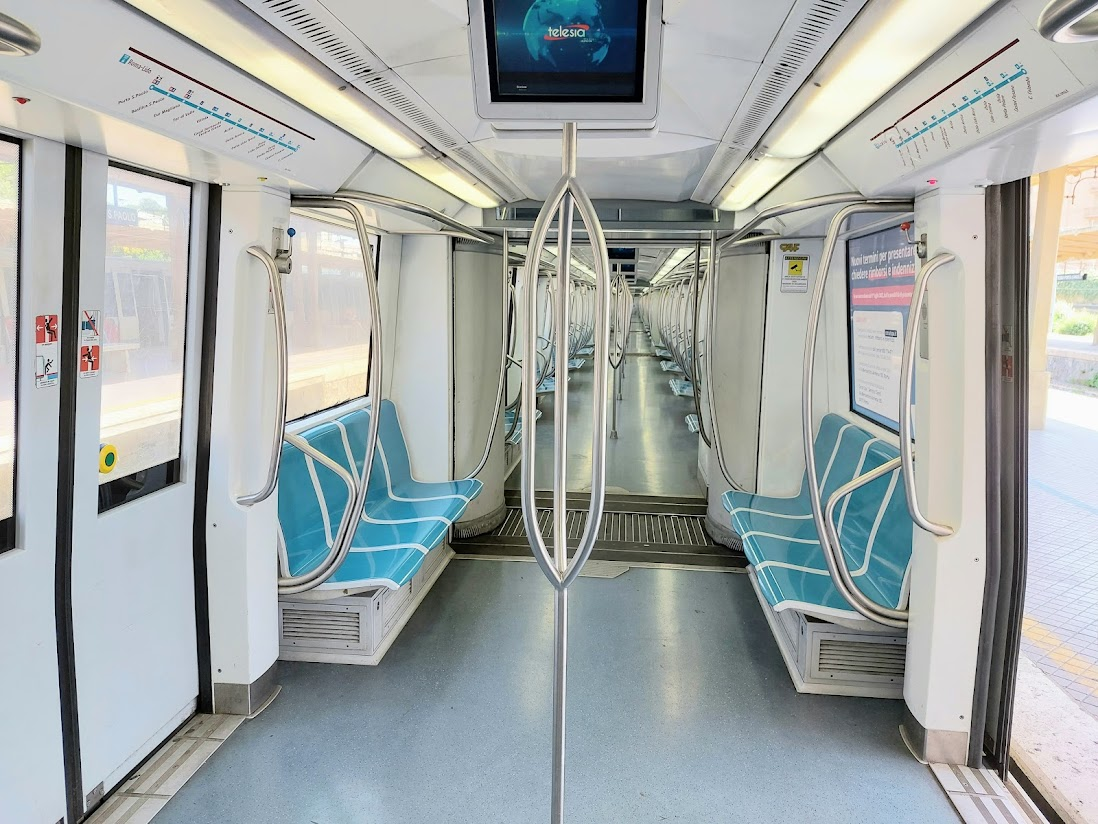
Gli interni di un MA300 ATAC in servizio sulla ferrovia Metromare

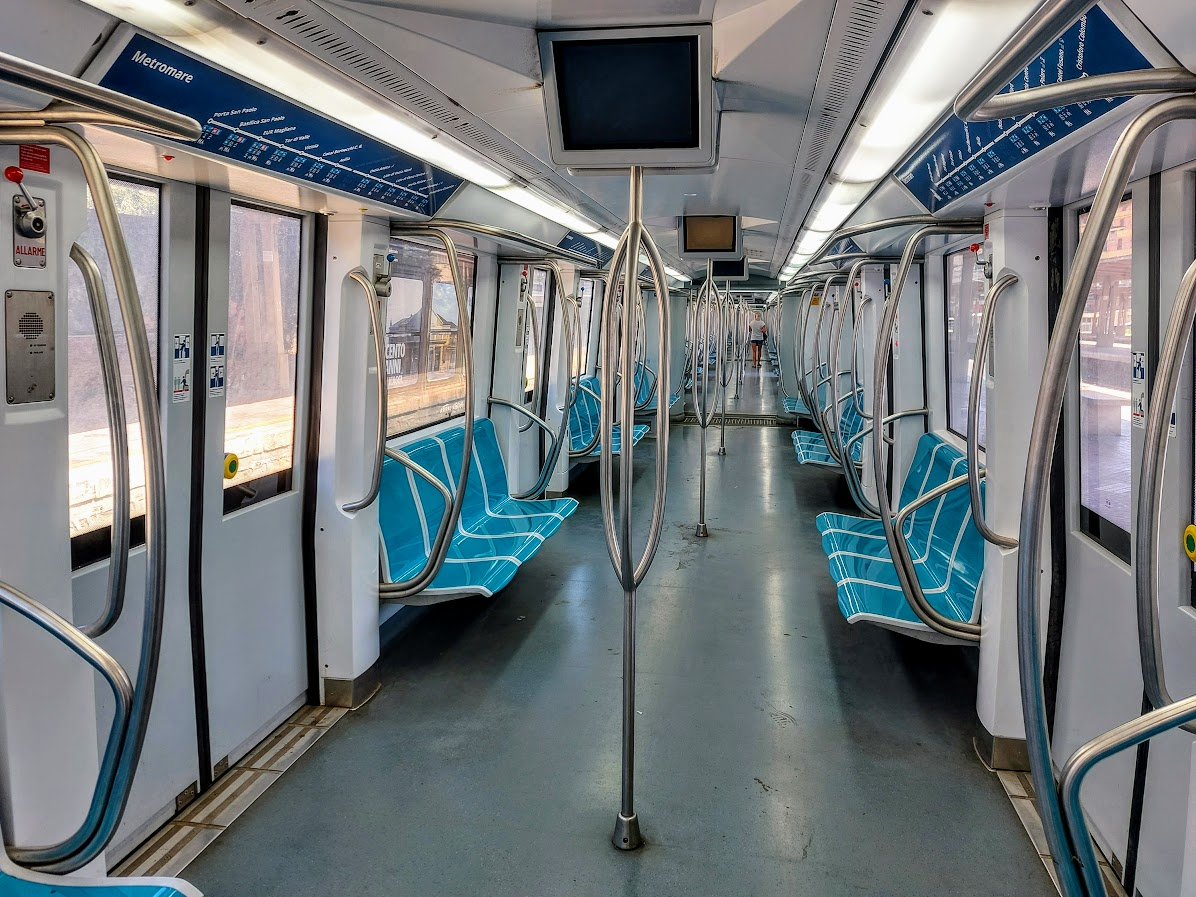
Gli interni di un MA300 Cotral in servizio sulla ferrovia Metromare

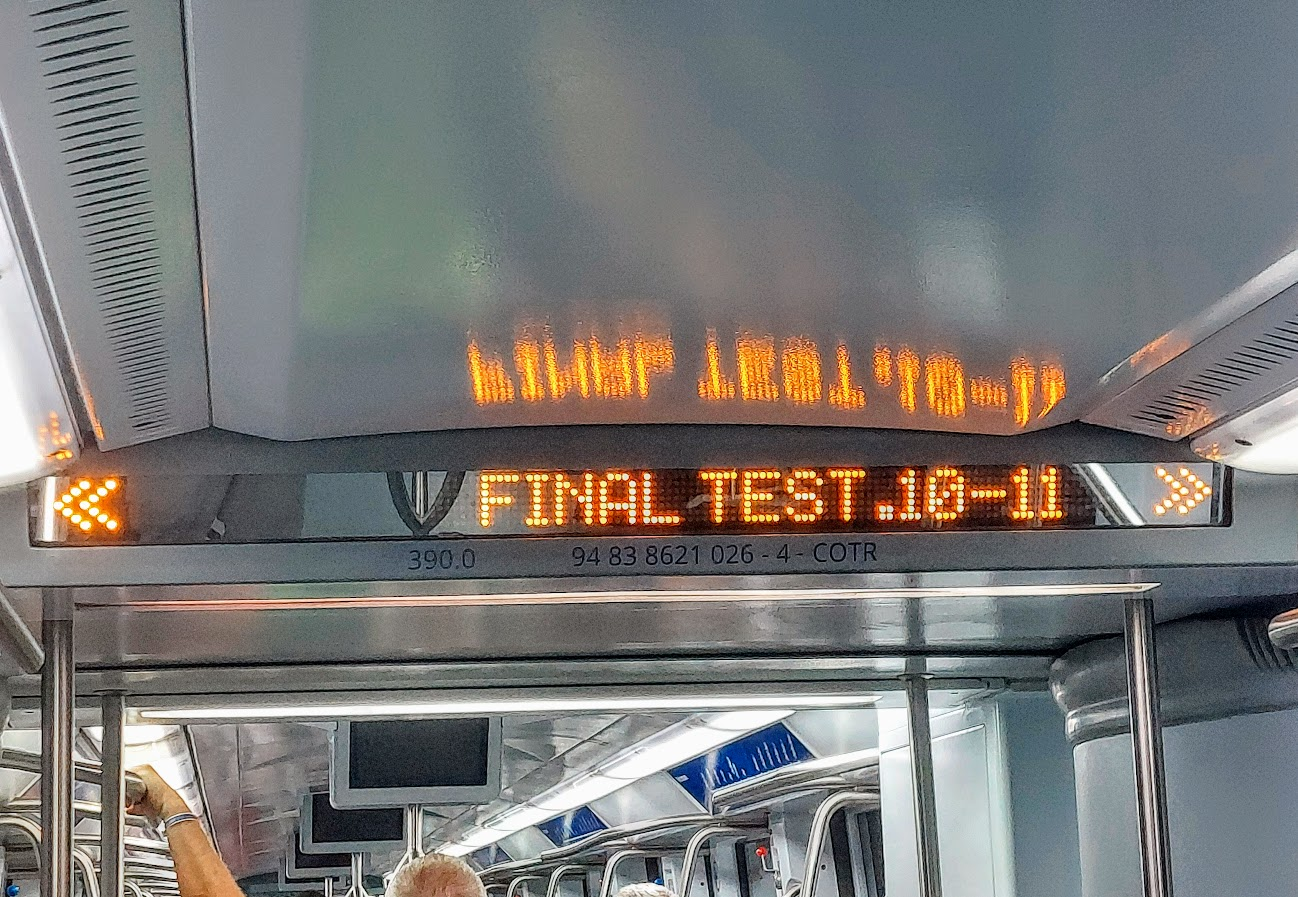
Il display delle fermate di un MA300 Cotral in servizio sulla ferrovia Metromare

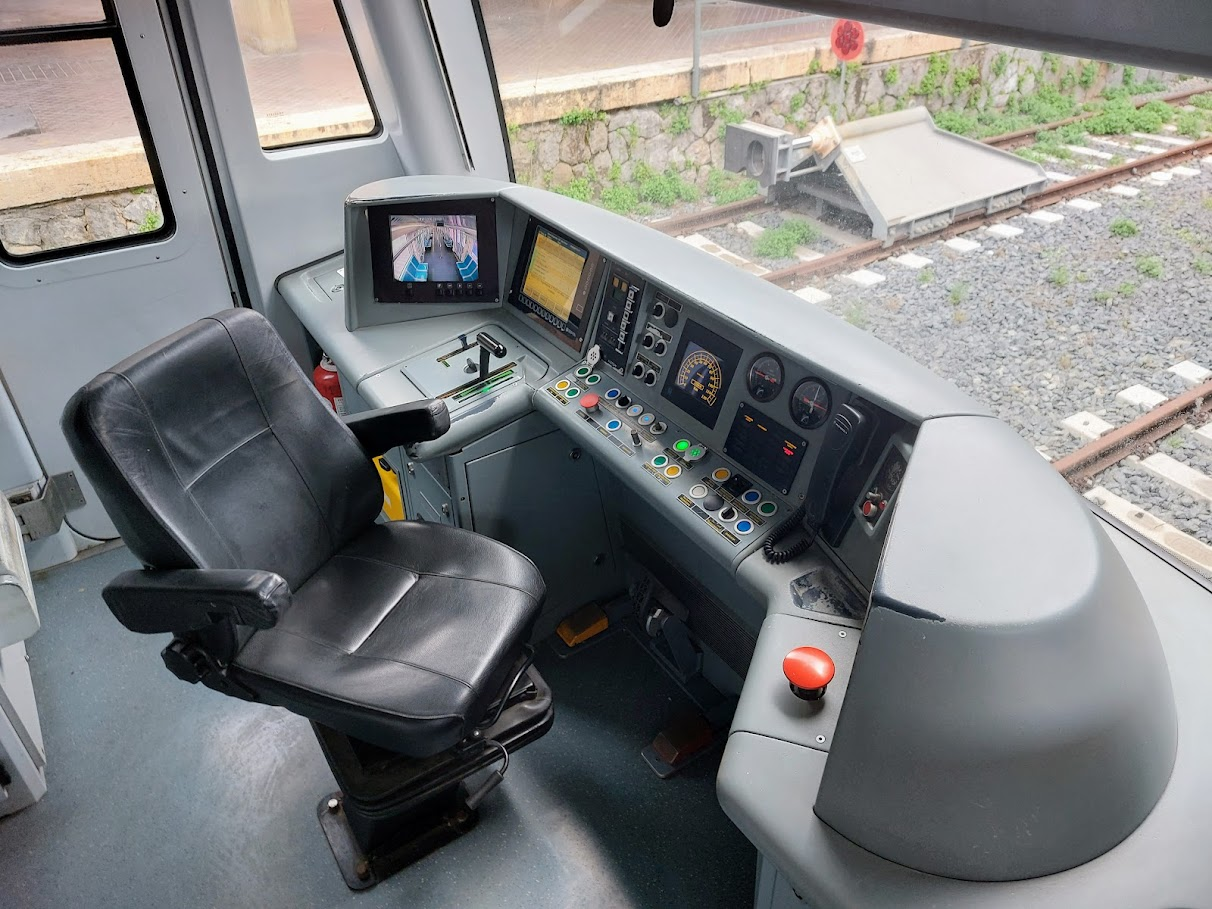
La cabina del macchinista nei treni MA300

Gli spazi passeggeri sono realizzati con sedili longitudinali, con corridoi ampi e pochi posti a sedere, come è oggi usanza su convogli ad uso prettamente urbano e metropolitano. I treni sono stati attrezzati con 44 monitor di informazione video, impianto audio, 8 display di indicazione della linea e delle fermate e citofono per il contatto col macchinista. Inoltre su ogni carrozza vi sono una coppia di telecamere di sorveglianza antivandalismo. Tutti gli arredi sono trattati con apposite pellicole antivandaliche ed antigraffito.
Ogni carrozza è omologata per 38 passeggeri seduti e 168 in piedi mentre le due testate possono alloggiare 160 passeggeri in piedi, 32 seduti e due disabili ognuna, per un totale di 1 212 posti vendibili sul convoglio.
I sedili sono di colore arancione sulla linea A, blu sulla linea B e azzurro sulla Roma-Lido.